# Foot of the Mountain
Foot of the Mountain is het negende studioalbum van de Noorse popgroep a-ha. Het album werd uitgebracht op 12 juni 2009.

## Tracklijst
| Nr. | Titel                        | Duur |
| --- | ---------------------------- | ---- |
| 1.  | The Bandstand                | 4:02 |
| 2.  | Riding the Crest             | 4:17 |
| 3.  | What There Is                | 3:43 |
| 4.  | Foot of the Montain          | 3:56 |
| 5.  | Real Meaning                 | 3:41 |
| 6.  | Shadowside                   | 4:57 |
| 7.  | Nothing Is Keeping You Here  | 3:17 |
| 8.  | Mother Nature Goes to Heaven | 4:09 |
| 9.  | Sunny Mystery                | 3:31 |
| 10. | Start the Simulator          | 5:17 |